# Egon Börger

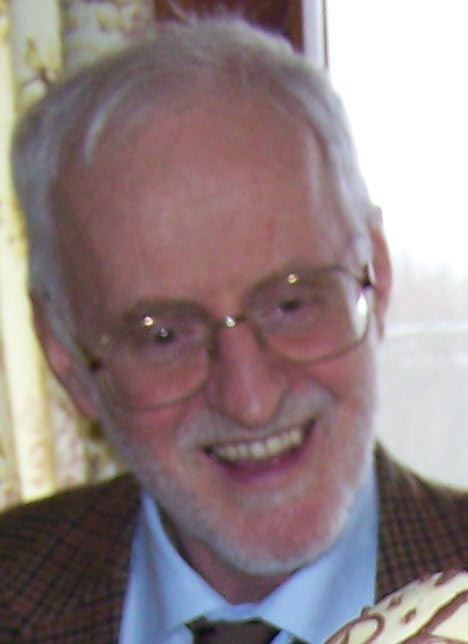
Egon Börger (2015)

Egon Börger (* 13. Mai 1946 in Bad Laer) ist ein deutscher Logiker und Informatiker. Er lehrte bis zu seiner Emeritierung 2011 an der Universität Pisa. Egon Börger hat die formale Methode der Abstract State Machine (ASM) für die Hardware- und Softwareentwicklung mitbegründet.

## Leben und Werk
Börger wurde am 13. Mai 1946 in Bad Laer, Niedersachsen geboren. 1965 bis 1971 studierte er an der Sorbonne, am Supérieur de Philosophie de Louvain der Université Catholique de Louvain und an der Universität Münster.
1985 bis zu seiner Emeritierung 2011 hatte er einen Lehrstuhl in Informatik an der Universität Pisa. Seit September 2010 ist Egon Börger Mitglied der Academia Europaea.
Egon Börger ist ein Pionier der Anwendung von Logik und formaler Methoden in der Informatik und im Software Engineering. Er ist Mitbegründer der internationalen Konferenzserie Computer Science Logic (CSL). Er ist auch einer der Begründer der formalen Methode der
Abstract State Machine (ASM) für die präzise Spezifikation und Analyse computerbasierter Systeme. Egon Börger hat die Reihe der internationalen ASM-Workshops mit aufgebaut, die 2008 in die ABZ Conference mündete.
Börger hat nicht nur zur theoretischen Fundierung der Methode der Abstract State Machine beigetragen, sondern auch ihre Anwendung in vielen Bereichen initiiert und vorangetrieben, so etwa in den Bereichen der Programmiersprachen, der Systemarchitektur, des Requirements Engineering, der Steuerungssysteme, der Protokolle und der Web-Services. Bis heute ist er einer der führenden Wissenschaftler auf dem Gebiet der formalen Methoden, die er durch seine Tätigkeit maßgeblich geprägt hat.
Zu seinem 60. und zu seinem 75. Geburtstag wurden
Festschriften geschrieben.

## Werke (Auswahl)
- Egon Börger, Robert Stärk, Abstract State Machines: A Method for High-Level System Design and Analysis, Springer 2003.
- Egon Börger Berechenbarkeit, Komplexität, Logik: Eine Einführung in Algorithmen, Sprachen und Kalküle unter besonderer Berücksichtigung ihrer Komplexität, 3., verb. und erw. Aufl., Vieweg 1992.
- Egon Börger, Erich Grädel, Yuri Gurevich: The Classical Decision Problem, Springer-Verlag 1997, 2te Auflage als Universitext, Springer 2001.
- Egon Börger, Robert Stärk, Joachim Schmid: Java and the Java Virtual Machine: Definition, Verification, Validation, Springer 2001.
- Egon Börger, Alexander Raschke: Modeling Companion for Software Practitioners, Springer 2018.